# Ledeburit

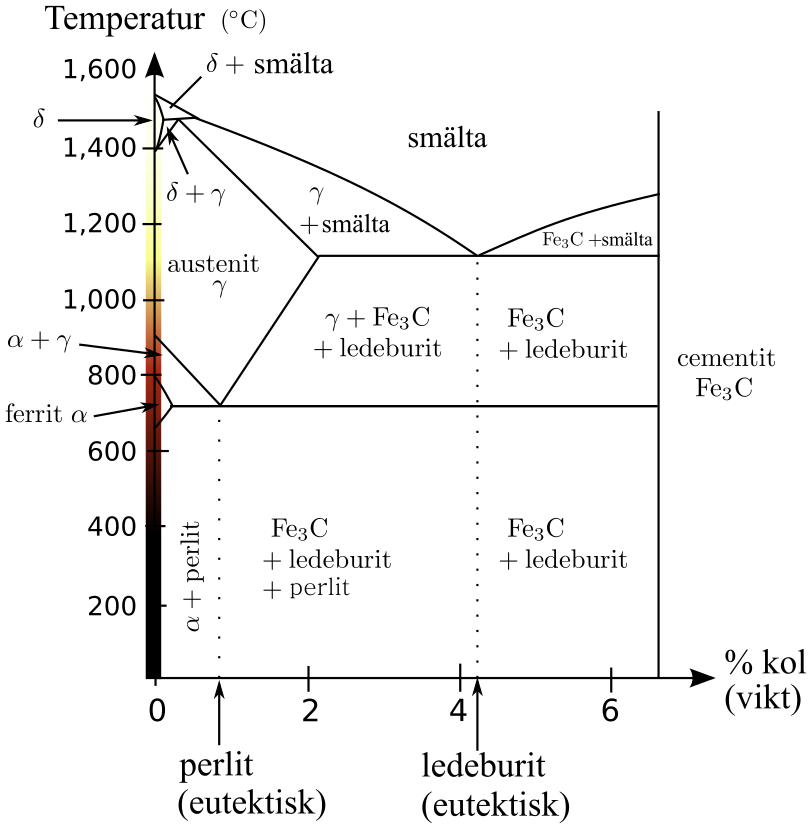
Fasdiagram för järn och kol

Ledeburit är inom järn- och stålmetallurgi, en blandning av 4,3% kol i järn och är en eutektisk blandning av austenit och cementit. Ledeburit är inte en typ av stål eftersom kolnivån är för hög, även om den kan uppstå som en separat beståndsdel i vissa kolväten; den finns mestadels med cementit eller perlit i ett antal former av gjutjärn.
Den är uppkallad efter metallurgen Karl Heinrich Adolf Ledebur (1837-1906). Han var den förste att bli professor inom metallurgi vid Bergakademie Freiberg. Han upptäckte ledeburit 1882.
Ledeburit uppstår när kolhalten ligger mellan 2,06% och 6,67%. Den eutektiska blandningen av austenit och cementit är 4,3% kol och järnkarbid (Fe3C) med en smältpunkt av 1147 °C.
Ledeburit-II (vid rumstemperatur) består av cementit-I med omkristalliserad sekundärcementit (som skiljer sig från austenit när metallen kyls) och (vid långsam kylning) från perlit. Perliten är resultatet av en eutektoid omvandling av austeniten som kommer från ledeburit-I vid 723 °C. Under snabbare kylning kan bainit utvecklas istället för perlit och med mycket snabb kylning kan martensit bildas.